# Gérard Ier de Schaumbourg

Gérard Ier de Schaumbourg (né après 1297 - † 1er janvier 1352-1353) fut de 1346 à 1352 ou 1353 évêque de Minden, il a été dénommé plus tard « Gérard ou Gerhard Ier » pour le distinguer des évêques de Minden homonymes postérieurs nommés Gérard/Gerhard

## Origine
Gérard ou Gerhard est un membre de la lignée des comtes de Schaumbourg ou Schauenbourg, de la maison de Holstein-Schaumbourg et il est parfois désigné sous le nom de 
Gerhard de Holstein-Schauenbourg ou simplement de Gerhard de Holstein. 
Gerhard est le premier membre de sa famille à accéder à la principauté épiscopale de Minden. Son père est le comte 
Adolphe VI de Holstein-Schaumbourg († 1315) qui règne sur le Holstein-Pinneberg de 1290 jusqu'à sa mort. Sa mère est Hélène de Saxe-Lauenbourg. Son neveu et homonyme Gérard est à son tour évêque sous le nom de Gérard/Gerhard II de 1361 jusqu'en 1366 pendant que son frère Éric († 21 octobre 1350) est nommé évêque du diocèse de Hildesheim par le pape Jean XII en opposition à 
Henri III de Brunswick-Lunebourg (1331-1363), candidat du chapitre, soutenu par l'archevêque de Trèves Baudouin de Luxembourg.

## Évêque de Minden
Gérard effectue sa carrière ecclésiastique au chapitre de chanoines de la cathédrale de Minden de 1300 jusqu'en 1338 comme doyen. Ensuite à Hildesheim et Halberstadt comme chanoine des chapitres locaux. Gérard Ier est évêque de 1346 jusqu'à sa mort un 1er janvier 1352 ou 1353. Peu avant sa mort il s'empare pour son diocèse du château de Rhaden. Il est inhumé dans la cathédrale de Minden mais sa pierre tombale est désormais placée dans le cloître. L'année de sa mort est incertaine la chronique des évêques indique 1353 mais sa pierre tombale le 1er janvier 1352.